# Gabriel Valverde

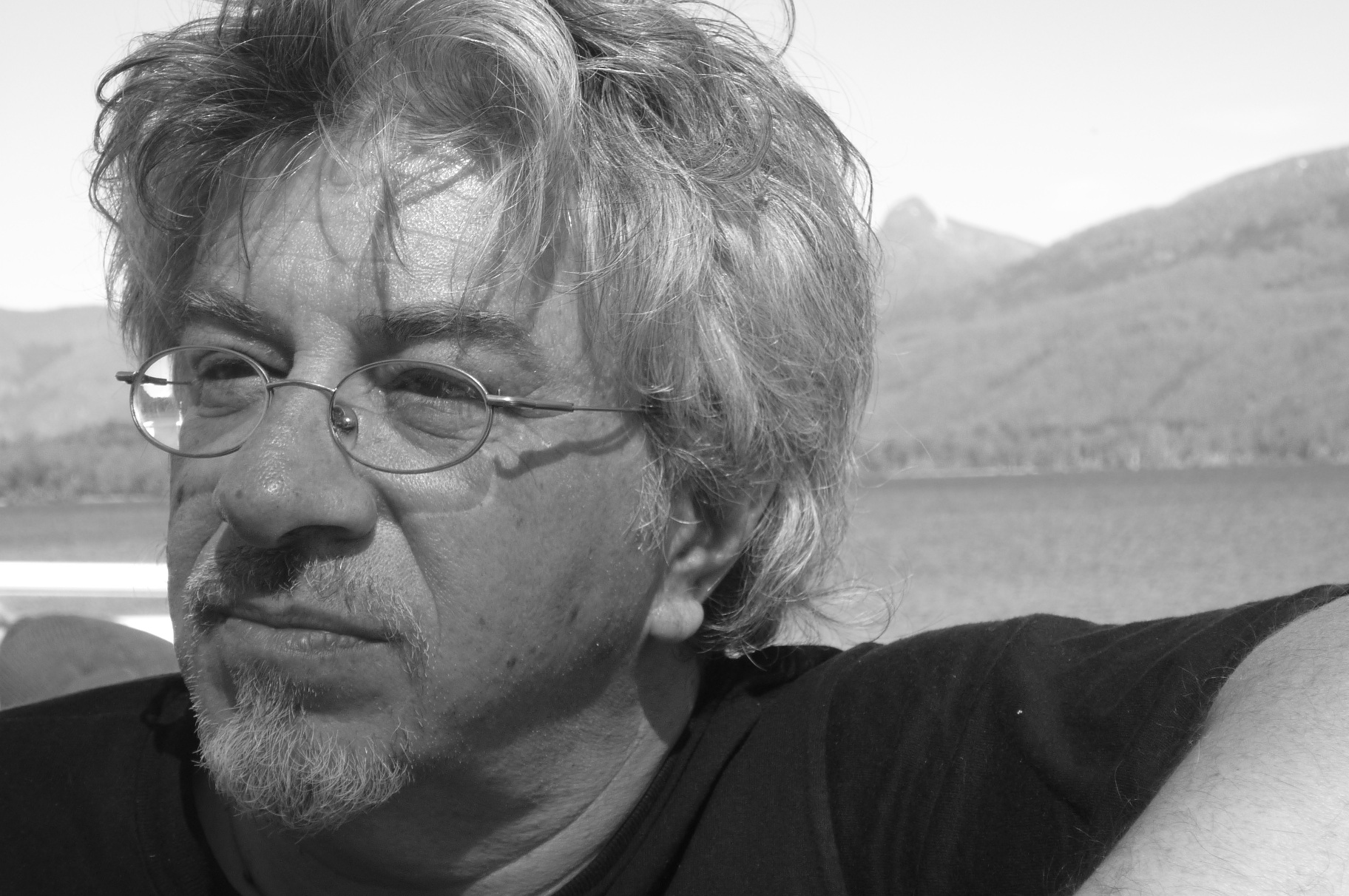
Gabriel Valverde

Gabriel Valverde (* 24. Januar 1957 in Buenos Aires) ist ein argentinischer Komponist.

## Leben
Valverde war zwölf Jahre alt als er mit dem Gitarrenstudium begann. Er studierte bis 1982 Komposition bei Manuel Juárez am Conservatorio Nacional Superior de Música in Buenos Aires. Er setzte seine Ausbildung von 1982 bis 1983 in Musikwissenschaften (Diplom) bei Dominique Patier an der Universität Poitiers in Frankreich und von 1983 bis 1984 in Elektroakustischer Musik bei der Groupe de musique expérimentale de Bourges fort. Weiterhin belegte er Seminare in Komposition und Elektronischer Musik bei Helmut Lachenmann, Horacio Vaggione, François-Bernard Mâche, Ivo Malec und Francis Miroglio.
Von 1986 bis 1992 war er Assistent für Komposition an der Universidad Nacional de La Plata und Lehrer für Musiktheorie am Conservatorio Municipal de Buenos Aires. Mit Manuel Juárez, Mariano Etkin, María Cecilia Villanueva und Erik Oña gründete er 1988 die Komponistengruppe Línea Adicional. Von 1990 bis 1992 war er Gastkomponist und forschte auf dem Gebiet der Computermusik und Komposition an der University at Buffalo, The State University of New York. 1992 gründete er das Centro de Estudios Avanzados en Música Contemporánea (CEAMC) in Buenos Aires, an dem er als Präsident der Stiftung tätig ist und als  Professor für Komposition unterrichtet. 1996 war er Juror und Redner beim Forum 96 der Universität Montreal.
2006 veröffentlichte er mit Guillermo Lema das Buch La Música Utópica. Seit 2007 lehrt er und ist stellvertretender Leiter des Studienganges „Licenciatura en Música“ an der Universidad Nacional de Tres de Febrero (UNTREF) in Caseros. Als Gastdozent war er u. a. an der Hochschule für Musik, Theater und Medien Hannover, der Päpstlich Katholischen Universität von Chile, der Universität Brasília und am Mozarteum Salzburg tätig.
Seine Musik wurde bereits bei den Weltmusiktagen (ISCM) in Ungarn, Deutschland, Schweden, Rumänien, Kroatien und Hongkong gespielt.

## Auszeichnungen
- Förderung durch die Cámara Tribuna Nacional de Compositores, Argentinien (1984/85)
- Förderung durch den Fondo Nacional de la Artes, Argentinien (1988)
- Preisträger bei der Concours International de Bourges in Frankreich (1990)
- Forum Junger Komponisten des WDR in Köln (1992)
- Primer Premio Municipal der Stadt Buenos Aires (1994)
- Segundo Premio Nacional de Música Argentina [Nationalpreis für Musik 2. Klasse] (2004)

## Werke (Auswahl)
- Pequeno cuarteto, Streichquartett, 1982
- Ek-Stasis für Klavier und elektronische Klänge, 1986
- Reberverancias, elektroakustische Ballettmusik, 1987
- Cumulos, elektroakustische Komposition, 1987
- Confines für Oboe oder Klarinette, Cello, Klavier und Perkussion, 1988
- Pulsion für Flöte, 1990
- Y una linea de luz, elektroakustische Komposition, 1990
- Obra a realisar en el Estudio de Música Electroacústica de la Musik-akademie der Stadt Basel, 1991
- 5000 Voces für Instrumentalensemble, Stimmen und Perkussion, 1994
- El silencio ya no es el silencio für Harfe solo, 1995
- Canto XII für Solisten, Chor und Instrumentalensemble, 1996
- Sexteto für Instrumentalensemble, 1997–98
- Sonora soledad, Quintett, 1998
- Vox ignota für vier Perkussionisten, 2000
- Solo für Trompete solo (Auftragswerk für Americo Bellotto), 2002
- Las orillas del Mundo für Klavier, 2002
- Es decir callar für Sopran, Harfe, Trompete und zwei Perkussionisten, 2003
- KLEE, en el azul für Englisch Horn, Fagott, Viola und Gitarre (Auftragswerk von musica aperta/Ensemble Sortisatio), 2012

## Schüler
- Daniel Judkovski
- Simon Steen-Andersen